# Lijst van Japanse ministers van Defensie

## Ministers van Defensie van Japan (1956–heden)
| Directeur- generaal van de JSDF 防衛庁長官 | Directeur- generaal van de JSDF 防衛庁長官 | Directeur- generaal van de JSDF 防衛庁長官      | Ambtstermijn                         | Ambtstermijn      | Partij(en)               | Premier(s)                    | Kabinet(en)  |
| ------------------------------------------ | ------------------------------------------ | ----------------------------------------------- | ------------------------------------ | ----------------- | ------------------------ | ----------------------------- | ------------ |
|                                            | Nobusuke Kishi                             | Nobusuke Kishi 岸信介 (1896–1987)               | 23 december 1956                     | 2 februari 1957   | LDP                      | Tanzan Ishibashi (1956–1957)  | Ishibashi    |
|                                            |                                            | Akira Kotaki 小瀧彬 (1904–1958)                 | 2 februari 1957                      | 10 juli 1957      | LDP                      | Tanzan Ishibashi (1956–1957)  | Ishibashi    |
| LDP                                        | Nobusuke Kishi (1957–1960)                 | Akira Kotaki 小瀧彬 (1904–1958)                 | 2 februari 1957                      | 10 juli 1957      | Kishi I                  |                               |              |
|                                            | Nobusuke Kishi (1957–1960)                 | Juichi Tsushima                                 | Juichi Tsushima 津島壽一 (1888–1967) | 10 juli 1957      | Kishi I                  | 12 juni 1958                  | LDP          |
|                                            | Nobusuke Kishi (1957–1960)                 | Gisen Sato                                      | Gisen Sato 左藤義詮 (1899–1985)      | 12 juni 1958      | 12 januari 1959          | LDP                           | Kishi II     |
|                                            | Nobusuke Kishi (1957–1960)                 |                                                 | Ino Shigejiro 伊能繁次郎 (1901–1981) | 12 januari 1959   | 18 juni 1959             | LDP                           | Kishi II     |
|                                            | Nobusuke Kishi (1957–1960)                 |                                                 | Munenori Akagi 赤城宗徳 (1904–1993)  | 18 juni 1959      | 19 juli 1960             | LDP                           | Kishi II     |
|                                            | Masumi Ezaki                               | Masumi Ezaki 江﨑真澄 (1915–1996)               | 19 juli 1960                         | 8 december 1960   | LDP                      | Hayato Ikeda (1960–1964)      | Ikeda I      |
|                                            | Naomi Nishimura                            | Naomi Nishimura 西村直己 (1905–1980)            | 8 december 1960                      | 18 juli 1961      | LDP                      | Hayato Ikeda (1960–1964)      | Ikeda II     |
|                                            |                                            | Izumisuke Fujieda 藤枝泉介 (1907–1971)          | 18 juli 1961                         | 18 juli 1962      | LDP                      | Hayato Ikeda (1960–1964)      | Ikeda II     |
|                                            |                                            | Kenjiro Shiga 志賀健次郎 (1903–1994)            | 18 juli 1962                         | 18 juli 1963      | LDP                      | Hayato Ikeda (1960–1964)      | Ikeda II     |
|                                            | Atsuyasu Fukuda                            | Atsuyasu Fukuda 福田篤泰 (1906–1993)            | 18 juli 1963                         | 18 juli 1964      | LDP                      | Hayato Ikeda (1960–1964)      | Ikeda II     |
| LDP                                        | Atsuyasu Fukuda                            | Atsuyasu Fukuda 福田篤泰 (1906–1993)            | 18 juli 1963                         | 18 juli 1964      | Ikeda III                | Hayato Ikeda (1960–1964)      |              |
|                                            | Junya Koizumi                              | Junya Koizumi 小泉純也 (1904–1969)              | 18 juli 1964                         | 3 juni 1965       | Ikeda III                | Hayato Ikeda (1960–1964)      | LDP          |
| LDP                                        | Junya Koizumi                              | Junya Koizumi 小泉純也 (1904–1969)              | 18 juli 1964                         | 3 juni 1965       | Eisaku Sato (1964–1972)  | Sato I                        |              |
|                                            | Raizo Matsuno                              | Raizo Matsuno 松野頼三 (1917–2006)              | 3 juni 1965                          | 1 augustus 1966   | Eisaku Sato (1964–1972)  | Sato I                        | LDP          |
|                                            | Kanbayashiyama Eikichi                     | Kanbay- ashiyama Eikichi 上林山栄吉 (1904–1971) | 1 augustus 1966                      | 3 december 1966   | Eisaku Sato (1964–1972)  | Sato I                        | LDP          |
|                                            | Masuda Kaneshichi                          | Masuda Kaneshichi 増田甲子七 (1898–1985)        | 3 december 1966                      | 30 november 1968  | Eisaku Sato (1964–1972)  | Sato I                        | LDP          |
| LDP                                        | Masuda Kaneshichi                          | Masuda Kaneshichi 増田甲子七 (1898–1985)        | 3 december 1966                      | 30 november 1968  | Eisaku Sato (1964–1972)  | Sato II                       |              |
|                                            | Kiichi Arita                               | Kiichi Arita 有田喜一 (1901–1986)               | 30 november 1968                     | 14 januari 1970   | Eisaku Sato (1964–1972)  | Sato II                       | LDP          |
|                                            | Yasuhiro Nakasone                          | Yasuhiro Nakasone 中曾根康弘 (1918–2019)        | 14 januari 1970                      | 5 juli 1971       | Eisaku Sato (1964–1972)  | LDP                           | Sato III     |
|                                            | Keikichi Masuhara                          | Keikichi Masuhara 中曾根康弘 (1903–1985)        | 5 juli 1971                          | 1 augustus 1971   | Eisaku Sato (1964–1972)  | LDP                           | Sato III     |
|                                            | Naomi Nishimura                            | Naomi Nishimura 西村直己 (1905–1980)            | 1 augustus 1971                      | 3 december 1971   | Eisaku Sato (1964–1972)  | LDP                           | Sato III     |
|                                            | Masumi Ezaki                               | Masumi Ezaki 江﨑真澄 (1915–1996)               | 3 december 1971                      | 7 juli 1972       | Eisaku Sato (1964–1972)  | LDP                           | Sato III     |
|                                            | Keikichi Masuhara                          | Keikichi Masuhara 中曾根康弘 (1903–1985)        | 7 juli 1972                          | 30 mei 1973       | LDP                      | Kakuei Tanaka (1974–1974)     | K. Tanaka I  |
| K. Tanaka II                               | Keikichi Masuhara                          | Keikichi Masuhara 中曾根康弘 (1903–1985)        | 7 juli 1972                          | 30 mei 1973       | LDP                      | Kakuei Tanaka (1974–1974)     |              |
|                                            | Sadanori Yamanaka                          | Sadanori Yamanaka 山中貞則 (1921–2004)          | 30 mei 1973                          | 11 november 1974  | LDP                      | Kakuei Tanaka (1974–1974)     |              |
|                                            | Sosuke Uno                                 | Sosuke Uno 宇野宗佑 (1922–1998)                 | 11 november 1974                     | 9 december 1974   | LDP                      | Kakuei Tanaka (1974–1974)     |              |
|                                            | Michio Watanabe                            | Michio Watanabe 坂田道太 (1916–2004)            | 9 december 1974                      | 24 december 1976  | LDP                      | Takeo Miki (1974–1976)        | Miki         |
|                                            | Asao Mihara                                | Asao Mihara 三原朝雄 (1909–2001)                | 24 december 1976                     | 28 november 1977  | LDP                      | Takeo Fukuda (1976–1978)      | T. Fukuda    |
|                                            | Shin Kanemaru                              | Shin Kanemaru 金丸信 (1914–1996)                | 28 november 1977                     | 7 december 1978   | LDP                      | Takeo Fukuda (1976–1978)      | T. Fukuda    |
|                                            | Mototoshi Yamashita                        | Mototoshi Yamashita 山下元利 (1921–1994)        | 7 december 1978                      | 10 november 1979  | LDP                      | Masayoshi Ohira (1978–1980)   | Ohira I      |
|                                            | Enji Kubota                                | Enji Kubota 久保田円次 (1903–1998)              | 10 november 1979                     | 4 februari 1980   | LDP                      | Masayoshi Ohira (1978–1980)   | Ohira II     |
|                                            | Yoshizo Hosoda                             | Yoshizo Hosoda 細田吉蔵 (1912–2007)             | 4 februari 1980                      | 17 juli 1980      | LDP                      | Masayoshi Ohira (1978–1980)   | Ohira II     |
|                                            | Joji Ohmura                                | Joji Ohmura 大村襄治 (1919–1997)                | 17 juli 1980                         | 30 november 1981  | LDP                      | Zenko Suzuki (1980–1980)      | Suzuki       |
|                                            | Soichiro Ito                               | Soichiro Ito 伊藤宗一郎 (1924–2001)             | 30 november 1981                     | 27 november 1982  | LDP                      | Zenko Suzuki (1980–1980)      | Suzuki       |
|                                            | Kazuho Tanikawa                            | Kazuho Tanikawa 谷川和穂 (1930–2018)            | 27 november 1982                     | 27 december 1983  | LDP                      | Yasuhiro Nakasone (1983–1987) | Nakasone I   |
|                                            | Yuki Kurihara                              | Yuki Kurihara 栗原祐幸 (1920–2010)              | 27 december 1983                     | 1 november 1984   | LDP                      | Yasuhiro Nakasone (1983–1987) | Nakasone II  |
|                                            | Koichi Kato                                | Koichi Kato 加藤紘一 (1939–2016)                | 1 november 1984                      | 22 juli 1986      | LDP                      | Yasuhiro Nakasone (1983–1987) | Nakasone II  |
|                                            | Yuki Kurihara                              | Yuki Kurihara 栗原祐幸 (1920–2010)              | 22 juli 1986                         | 6 november 1987   | LDP                      | Yasuhiro Nakasone (1983–1987) | Nakasone III |
|                                            | Riki Kawara                                | Riki Kawara 瓦力 (1937–2013)                    | 6 november 1987                      | 24 augustus 1988  | LDP                      | Noboru Takeshita (1987–1989)  | Takeshita    |
|                                            | Yoshiro Tazawa                             | Yoshiro Tazawa 田沢吉郎 (1918–2001)             | 24 augustus 1988                     | 3 juni 1989       | LDP                      | Noboru Takeshita (1987–1989)  | Takeshita    |
|                                            | Taku Yamazaki                              | Taku Yamazaki 山崎拓 (1936)                     | 3 juni 1989                          | 10 augustus 1989  | LDP                      | Sosuke Uno (1989)             | Uno          |
|                                            | Juro Matsumoto                             | Juro Matsumoto 松本十郎 (1918–2011)             | 10 augustus 1989                     | 28 februari 1990  | LDP                      | Toshiki Kaifu (1989–1991)     | Kaifu I      |
|                                            | Yozo Ishikawa                              | Yozo Ishikawa 石川要三 (1925–2014)              | 28 februari 1990                     | 30 december 1990  | LDP                      | Toshiki Kaifu (1989–1991)     | Kaifu II     |
|                                            | Yukihiko Ikeda                             | Yukihiko Ikeda 池田行彦 (1937–2004)             | 30 december 1990                     | 5 november 1991   | LDP                      | Toshiki Kaifu (1989–1991)     | Kaifu II     |
|                                            | Sohei Miyashita                            | Sohei Miyashita 宮下創平 (1927–2013)            | 5 november 1991                      | 12 december 1992  | LDP                      | Kiichi Miyazawa (1991–1993)   | Miyazawa     |
|                                            | Toshio Nakayama                            | Toshio Nakayama 中山利生 (1925–2004)            | 12 december 1992                     | 9 augustus 1993   | LDP                      | Kiichi Miyazawa (1991–1993)   | Miyazawa     |
|                                            | Keisuke Nakanishi                          | Keisuke Nakanishi 中西啓介 (1941–2002)          | 9 augustus 1993                      | 3 december 1993   | JRP                      | Morihiro Hosokawa (1993–1994) | Hosokawa     |
|                                            | Kazuo Aichi                                | Kazuo Aichi 愛知和男 (1937–2024)                | 3 december 1993                      | 28 april 1994     | JRP                      | Morihiro Hosokawa (1993–1994) | Hosokawa     |
|                                            |                                            | Atsushi Kanda 神田厚 (1941–2008)                | 28 april 1994                        | 30 juni 1994      | DSP                      | Tsutomu Hata (1994)           | Hata         |
|                                            | Masahiko Komura                            | Masahiko Komura 高村正彦 (1942)                 | 30 juni 1994                         | 8 augustus 1995   | LDP                      | Tomiichi Murayama (1994–1996) | Murayama     |
|                                            | Seishiro Eto                               | Seishiro Eto 衛藤征士郎 (1941)                  | 8 augustus 1995                      | 11 januari 1996   | LDP                      | Tomiichi Murayama (1994–1996) | Murayama     |
|                                            | Hideo Usui                                 | Hideo Usui 臼井日出男 (1939)                    | 11 januari 1996                      | 6 november 1996   | LDP                      | Ryutaro Hashimoto (1996–1998) | Hashimoto I  |
|                                            | Fumio Kyuma                                | Fumio Kyuma 久間 章生 (1940)                    | 6 november 1996                      | 30 juli 1998      | LDP                      | Ryutaro Hashimoto (1996–1998) | Hashimoto II |
|                                            | Fukushiro Nukaga                           | Fukushiro Nukaga 額賀福志郎 (1944)              | 30 juli 1998                         | 20 november 1998  | LDP                      | Keizo Obuchi (1998–2000)      | Obuchi       |
|                                            | Hosei Norota                               | Hosei Norota 野呂田芳成 (1929–2019)             | 20 november 1998                     | 5 oktober 1999    | LDP                      | Keizo Obuchi (1998–2000)      | Obuchi       |
|                                            | Riki Kawara                                | Riki Kawara 瓦力 (1937–2013)                    | 5 oktober 1999                       | 5 juli 2000       | LDP                      | Keizo Obuchi (1998–2000)      | Obuchi       |
| LDP                                        | Riki Kawara                                | Riki Kawara 瓦力 (1937–2013)                    | 5 oktober 1999                       | 5 juli 2000       | Yoshiro Mori (2000–2001) | Mori I                        |              |
|                                            | Kazuo Torashima                            | Kazuo Torashima 虎島和夫 (1928–2005)            | 5 juli 2000                          | 5 december 2000   | Yoshiro Mori (2000–2001) | LDP                           | Mori II      |
|                                            | Toshitsugu Saito                           | Toshitsugu Saito 斉藤斗志二 (1944)              | 5 december 2000                      | 26 april 2001     | Yoshiro Mori (2000–2001) | LDP                           | Mori II      |
|                                            | Gen Nakatani                               | Gen Nakatani 中谷元 (1957)                      | 26 april 2001                        | 30 september 2002 | LDP                      | Junichiro Koizumi (2001–2006) | Koizumi I    |
|                                            | Shigeru Ishiba                             | Shigeru Ishiba 石破茂 (1957)                    | 30 september 2002                    | 27 september 2004 | LDP                      | Junichiro Koizumi (2001–2006) | Koizumi I    |
| LDP                                        | Shigeru Ishiba                             | Shigeru Ishiba 石破茂 (1957)                    | 30 september 2002                    | 27 september 2004 | Koizumi II               | Junichiro Koizumi (2001–2006) |              |
|                                            | Yoshinori Ohno                             | Yoshinori Ohno 大野功統 (1935)                  | 27 september 2004                    | 31 oktober 2005   | Koizumi II               | Junichiro Koizumi (2001–2006) | LDP          |
| LDP                                        | Yoshinori Ohno                             | Yoshinori Ohno 大野功統 (1935)                  | 27 september 2004                    | 31 oktober 2005   | Koizumi III              | Junichiro Koizumi (2001–2006) |              |
|                                            | Fukushiro Nukaga                           | Fukushiro Nukaga 額賀福志郎 (1944)              | 31 oktober 2005                      | 26 september 2006 | Koizumi III              | Junichiro Koizumi (2001–2006) | LDP          |
|                                            | Fumio Kyuma                                | Fumio Kyuma 久間章生 (1940)                     | 26 september 2006                    | 10 januari 2007   | LDP                      | Shinzo Abe (2006–2007)        | Abe I        |
| Minister van Defensie 防衛大臣             | Minister van Defensie 防衛大臣             | Minister van Defensie 防衛大臣                  | Ambtstermijn                         | Ambtstermijn      | Partij(en)               | Premier(s)                    | Kabinet(en)  |
|                                            | Fumio Kyuma                                | Fumio Kyuma 久間章生 (1940)                     | 10 januari 2007                      | 3 juli 2007       | LDP                      | Shinzo Abe (2006–2007)        | Abe I        |
|                                            | Yuriko Koike                               | Yuriko Koike 小池百合子 (1952)                  | 3 juli 2007                          | 27 augustus 2007  | LDP                      | Shinzo Abe (2006–2007)        | Abe I        |
|                                            | Masahiko Komura                            | Masahiko Komura 高村正彦 (1942)                 | 27 augustus 2007                     | 26 september 2007 | LDP                      | Shinzo Abe (2006–2007)        | Abe I        |
|                                            | Shigeru Ishiba                             | Shigeru Ishiba 石破茂 (1957)                    | 26 september 2007                    | 1 augustus 2008   | LDP                      | Yasuo Fukuda (2007–2008)      | Y. Fukuda    |
|                                            | Yoshimasa Hayashi                          | Yoshimasa Hayashi 林芳正 (1961)                 | 1 augustus 2008                      | 24 september 2008 | LDP                      | Yasuo Fukuda (2007–2008)      | Y. Fukuda    |
|                                            | Yasukazu Hamada                            | Yasukazu Hamada 浜田靖一 (1955)                 | 24 september 2008                    | 16 september 2009 | LDP                      | Taro Aso (2008–2009)          | Aso          |
|                                            | Toshimi Kitazawa                           | Toshimi Kitazawa 北澤俊美 (1938)                | 16 september 2009                    | 1 september 2011  | DP                       | Yukio Hatoyama (2009–2010)    | Y. Hatoyama  |
| Naoto Kan (2010–2011)                      | Toshimi Kitazawa                           | Toshimi Kitazawa 北澤俊美 (1938)                | 16 september 2009                    | 1 september 2011  | DP                       | Kan                           |              |
|                                            | Yasuo Ichikawa                             | Yasuo Ichikawa 一川保夫 (1942)                  | 1 september 2011                     | 12 januari 2012   | DP                       | Yoshihiko Noda (2011–2012)    | Noda         |
|                                            | Naoki Tanaka                               | Naoki Tanaka 田中直紀 (1940)                    | 12 januari 2012                      | 4 juni 2012       | DP                       | Yoshihiko Noda (2011–2012)    | Noda         |
|                                            | Satoshi Morimoto                           | Satoshi Morimoto 森本敏 (1941)                  | 4 juni 2012                          | 26 december 2012  | O                        | Yoshihiko Noda (2011–2012)    | Noda         |
|                                            | Itsunori Onodera                           | Itsunori Onodera 小野寺五典 (1960)              | 26 december 2012                     | 3 september 2014  | LDP                      | Shinzo Abe (2012–2020)        | Abe II       |
|                                            | Akinori Eto                                | Akinori Eto 小池百合子 (1950)                   | 3 september 2014                     | 24 december 2014  | LDP                      | Shinzo Abe (2012–2020)        | Abe II       |
|                                            | Gen Nakatani                               | Gen Nakatani 中谷元 (1957)                      | 24 december 2014                     | 3 augustus 2016   | LDP                      | Shinzo Abe (2012–2020)        | Abe III      |
|                                            | Tomomi Inada                               | Tomomi Inada 稲田朋美 (1959)                    | 3 augustus 2016                      | 27 juli 2017      | LDP                      | Shinzo Abe (2012–2020)        | Abe III      |
|                                            | Fumio Kishida                              | Fumio Kishida 岸田 文雄 (1957)                  | 27 juli 2017                         | 3 augustus 2017   | LDP                      | Shinzo Abe (2012–2020)        | Abe III      |
|                                            | Itsunori Onodera                           | Itsunori Onodera 小野寺 五典 (1960)             | 3 augustus 2017                      | 1 oktober 2018    | LDP                      | Shinzo Abe (2012–2020)        | Abe III      |
| LDP                                        | Itsunori Onodera                           | Itsunori Onodera 小野寺 五典 (1960)             | 3 augustus 2017                      | 1 oktober 2018    | Abe IV                   | Shinzo Abe (2012–2020)        |              |
|                                            | Takeshi Iwaya                              | Takeshi Iwaya 岩屋 毅 (1957)                    | 1 oktober 2018                       | 11 september 2019 | Abe IV                   | Shinzo Abe (2012–2020)        | LDP          |
|                                            | Taro Kono                                  | Taro Kono 河野 太郎 (1963)                      | 11 september 2019                    | 16 september 2020 | Abe IV                   | Shinzo Abe (2012–2020)        | LDP          |
|                                            | Nobuo Kishi                                | Nobuo Kishi 岸 信夫 (1959)                      | 16 september 2020                    | 10 augustus 2022  | LDP                      | Yoshihide Suga (2020–2021)    | Suga         |
| Fumio Kishida (2021–2024)                  | Nobuo Kishi                                | Nobuo Kishi 岸 信夫 (1959)                      | 16 september 2020                    | 10 augustus 2022  | LDP                      | Kishida I                     |              |
| Fumio Kishida (2021–2024)                  | Nobuo Kishi                                | Nobuo Kishi 岸 信夫 (1959)                      | 16 september 2020                    | 10 augustus 2022  | LDP                      | Kishida II                    |              |
| Fumio Kishida (2021–2024)                  |                                            | Yasukazu Hamada                                 | Yasukazu Hamada 浜田 靖一 (1955)     | 10 augustus 2022  | 13 september 2023        | LDP                           |              |
| Fumio Kishida (2021–2024)                  |                                            | Minoru Kihara                                   | Minoru Kihara 木原 稔 (1969)         | 13 september 2023 | 1 oktober 2024           | LDP                           |              |
|                                            | Gen Nakatani                               | Gen Nakatani 中谷 元 (1957)                     | 1 oktober 2024                       | heden             | LDP                      | Shigeru Ishiba (2024–heden)   | Ishiba I     |
| Ishiba II                                  | Gen Nakatani                               | Gen Nakatani 中谷 元 (1957)                     | 1 oktober 2024                       | heden             | LDP                      | Shigeru Ishiba (2024–heden)   |              |